# Holany
Holany (in tedesco Hohlen) è un comune mercato della Repubblica Ceca facente parte del distretto di Česká Lípa, nella regione di Liberec.